# Bayville (Nova York)
Bayville és una població dels Estats Units a l'estat de Nova York. Segons el cens del 2000 tenia 7.135 habitants.

## Demografia
Segons el cens del 2000, Bayville tenia 7.135 habitants, 2.566 habitatges, i 1.906 famílies. La densitat de població era de 1.953,8 habitants/km².
Dels 2.566 habitatges en un 33,6% hi vivien nens de menys de 18 anys, en un 61,1% hi vivien parelles casades, en un 9,7% dones solteres, i en un 25,7% no eren unitats familiars. En el 20,6% dels habitatges hi vivien persones soles el 7,6% de les quals corresponia a persones de 65 anys o més que vivien soles. El nombre mitjà de persones vivint en cada habitatge era de 2,74 i el nombre mitjà de persones que vivien en cada família era de 3,2.
Per edats la població es repartia de la següent manera: un 23,6% tenia menys de 18 anys, un 5,9% entre 18 i 24, un 29,6% entre 25 i 44, un 27,5% de 45 a 60 i un 13,4% 65 anys o més.
L'edat mediana era de 40 anys. Per cada 100 dones de 18 o més anys hi havia 95 homes.
La renda mediana per habitatge era de 68.380 $ i la renda mediana per família de 77.838 $. Els homes tenien una renda mediana de 50.969 $ mentre que les dones 38.304 $. La renda per capita de la població era de 33.665 $. Entorn del 2,7% de les famílies i el 4,7% de la població estaven per davall del llindar de pobresa.